# Marc Fernández Gracia
Marc Fernández Gracia (Corbera de Llobregat, 29 aprile 1990) è un calciatore spagnolo, attaccante svincolato.

## Caratteristiche tecniche
È un'ala destra.